# Mauke Airport
Mauke Airport (IATA: MUK, ICAO: NCMK) är en flygplats på ön Mauke i Cooköarna.